# Короткий сгибатель большого пальца кисти
Короткий сгибатель большого пальца кисти (лат. Musculus flexor pollicis brevis) — мышца кисти.
Располагается кнутри от короткой мышцы, отводящей большой палец кисти, также непосредственно под кожей. Начинается от удерживателя сгибателей, кости-трапеции, трапециевидной и головчатой кости, а также основания I пястной кости. Направляется в дистальном направлении и образует две головки:
1. поверхностная головка (лат. caput superficiale) прикрепляется к наружной сесамовидной косточке
2. глубокая головка (лат. caput profundum) прикрепляется к обеим сесамовидным костям пястно-фалангового сустава большого пальца кисти

## Функция
Сгибает проксимальную фалангу большого пальца и отчасти противопоставляет его.